# حجت‌آباد (خوشاب)
حجت‌آباد، روستایی است از توابع بخش مرکزی و در شهرستان خوشاب استان خراسان رضوی ایران.

## جمعیت
این روستا در دهستان رباط جز قرار داشته و بر اساس سرشماری سال ۱۳۸۵ جمعیت آن ۹۵ نفر (۲۵ خانوار)
بوده است.